# Maks Tajnikar
Maks Tajnikar, slovenski ekonomist in politik, * 15. januar 1951, Slovenj Gradec.
Diplomiral (1974) in doktoriral (1983) je na Ekonomski fakulteti v Ljubljani, kjer je tudi predaval, od leta 2000 kot redni profesor ekonomije in podjetništva. Poučrval je tudi na FAGG in Fakulteti za stojništvo v Ljubljan ter Visoki strokovni šoli za podjetništvo v Portotožu. Raziskuje problematiko rastočih poslov, javnega sektorja, zdravstvene ekonomije, teorije delavskega upravljanja in ekonomiko tranzicije.  
V letih 1992 do 1993 je bil minister za malo gospodastvo, ed 25. januarjem 1993 in 30. januarjem 1996 minister za gospodarske dejavnosti v Vladi Republike Slovenije. Med leti 2001 in 2007 je bil dekan Ekonomske fakultete Univerze v Ljubljani.
Je avtor knjig oz. učbenikov: Inflacija in samoupravljanje (1986), Kako uveljaviti trg v  našem gospodarstrvu (1988), Mikroekonomija  s poglavji iz teorije cen (1992;  2., popravljena izd., 1994, 3. izd. 1996; 6. natis 2006), Postkeynesianska ekonomika (1996), Tvegano poslovodenje: knjiga o gazelah in rastočih poslih (1997), Priročnik za načrtovanje rastočih poslov (1997); Makroekonomika (2015).
Po upokojitvi je bil izvoljen za zaslužnega profesorja ljubljanske univerze (2023).
Njegova hči je atletinja Pia Tajnikar.